# Cazares

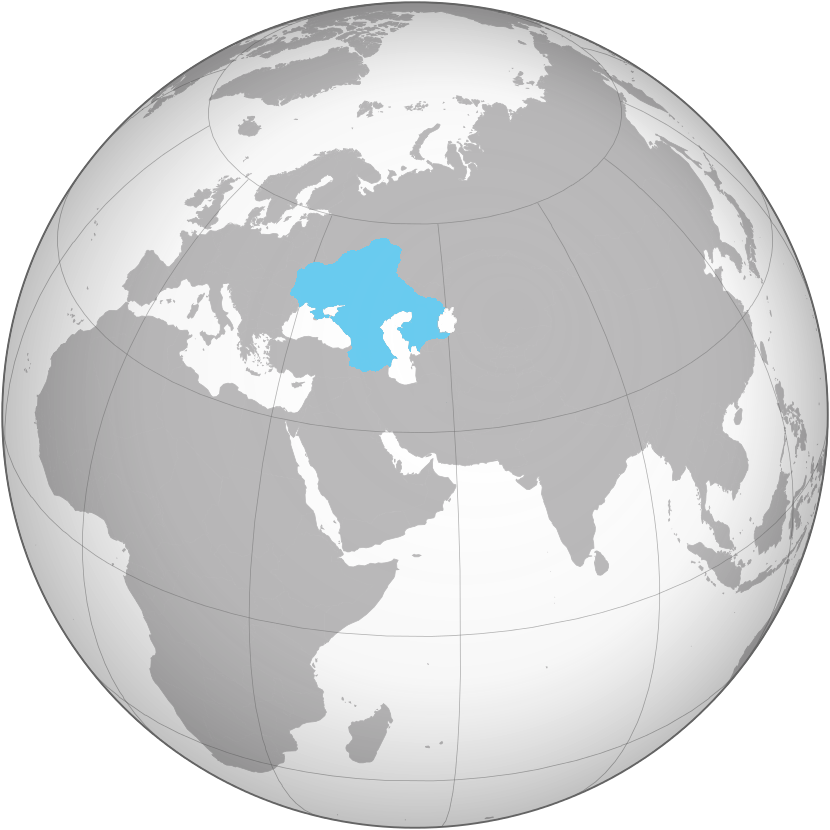
Mapa da extensão máxima do Império Cazar

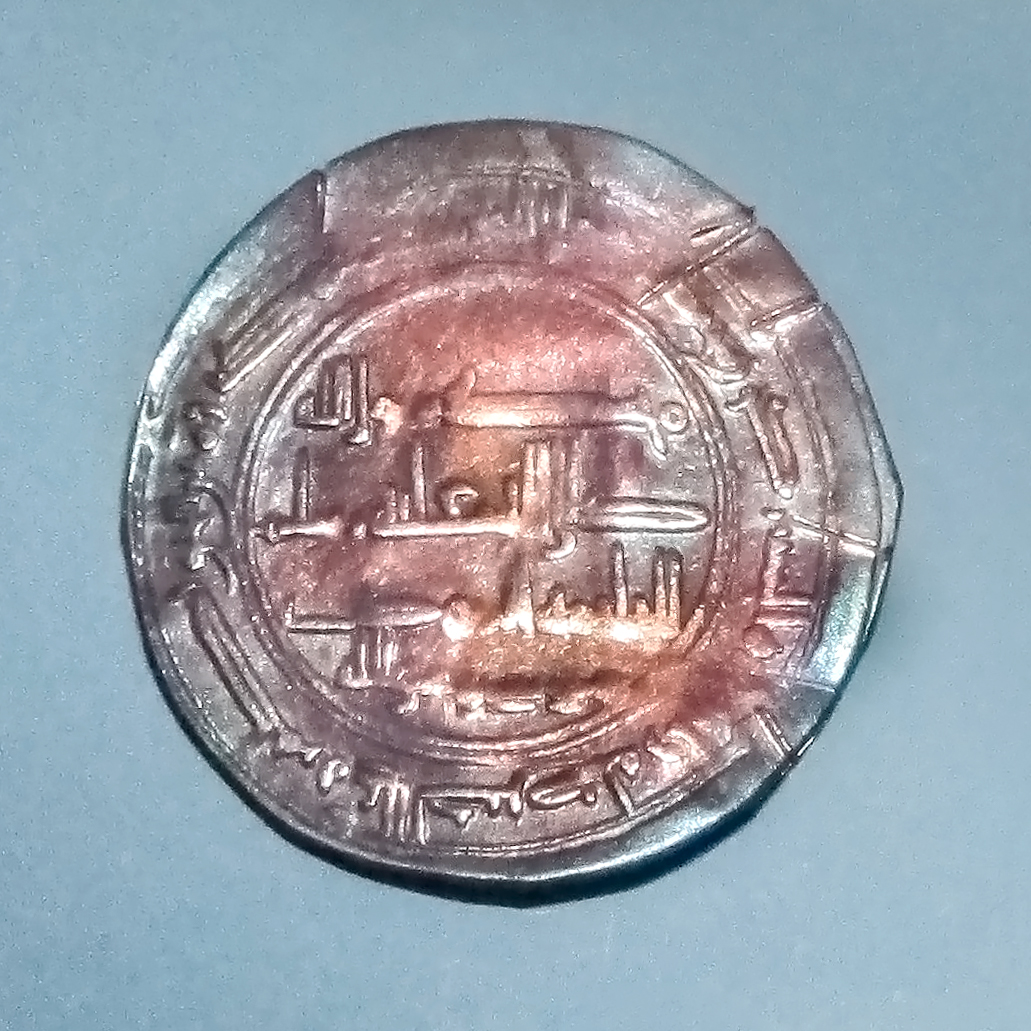
Moeda do Império Cazar.

Cazares ou cázaros eram um povo de origem turcomana seminômade que dominou a região centro-asiática a partir do século VII ao X. A palavra cazar parece estar ligada a formas verbais túrquicas, significando "errante". 
Alguns historiadores modernos defendem a hipótese de que muitos cazares converteram-se ao judaísmo (carece de fontes). Há teorias que afirmam que os judeus asquenazi são cazares que se converteram ao Judaísmo e passaram a fazer parte do povo judeu. Devido a ausência de evidências genéticas para a teoria cazar, ela não é levada a sério pelos acadêmicos. A teoria mais aceita é a de que os judeus asquenazi são descendentes de judeus naturais que se casaram com cazares,[carece de fontes?] assim sendo tanto descendentes dos judeus convertidos quanto dos hebreus originais.

## O Império Cazar
A Cazária, Império Cazar ou Canato Cazar foi um extinto estado não-eslavo que existiu nas estepes entre o mar Cáspio e o mar Negro e parcialmente ao longo do rio Volga. É hoje considerado um símbolo tradicional da Rússia, assim como a árvore conhecida em português por bétula ou vidoeiro.
Os cazares foram importantes aliados do Império Bizantino contra o Império Sassânida, e também uma significativa potência regional em seu momento de máximo esplendor. Empreenderam uma série de guerras, todas vitoriosas, contra os califados árabes, evitando assim possivelmente a invasão muçulmana na Europa Oriental. Aos finais do séculos X, seu poder declinaria frente à Rússia de Quieve, desaparecendo da história.

## Judaísmo na Cazária
A hipótese da conversão dos cazares ao judaísmo é muito discutida, embora não hajam fortes evidências de sua autenticidade e muitos estudiosos a rejeitem. É alegado que o rei cazar queria escolher uma religião monoteísta para si e para seu povo, e então chamou representantes judeus, muçulmanos e cristãos para lhe responderem perguntas. É dito que o que levou o rei dos cazares a escolher pelo judaísmo foi que tanto os muçulmanos quanto os cristãos demonstravam claro interesse em converter o imperador, enquanto os rabinos que o mesmo convidou em momento algum tocaram no assunto de uma possível conversão.[carece de fontes?]
Já no século XX, o escritor Arthur Koestler, em seu livro A 13ª Tribo (1976), retomou a antiga teoria de que os judeus asquenazim seriam descendentes dos cazares que abandonaram suas terras, fugindo às devastações perpetradas pelos mongóis, afinal refugiando-se na Europa Oriental, principalmente nos atuais territórios da Polônia, Hungria e Ucrânia, isto é, nos territórios mais afetados pelo extermínio nazista. Essas populações, que o autor clamava não pertencerem a nenhuma das doze tribos de Israel (ignorando completamente o consenso acadêmico sobre a origem dos asquenazes), são definidas no livro de Koestler como "a décima-terceira tribo". Por defender essa ideia, Koestler recebeu uma avalanche de críticas e foi acusado de negar o direito dos judeus asquenazi ao território de Israel.  Sendo o próprio Koestler um judeu asquenaze, ele era sionista com base em razões seculares, e não considerou que uma suposta ascendência cazar pudesse retirar a legitimidade da reivindicação dos judeus sobre o território de Israel - direito que ele considerava baseado em uma decisão das Nações Unidas e não em promessas bíblicas ou em herança genética. Segundo o autor, "o problema da infusão cazar mil anos atrás (...) é irrelevante para o moderno estado de Israel, que se baseia em mera tradição etno-teológica e não em coerência genômica real".
O historiador Shlomo Sand, da  Universidade de Telavive, em seu livro When and How Was the Jewish People Invented?, de 2008, propõe uma revisão crítica dos mitos que fundamentam a história do povo judeu, retomando a hipótese de Koestler. Ele tenta no livro fazer uma reconstrução da história cazar e salienta que já na segunda metade do século XIX emerge uma visão histórica segundo a qual,  na realidade, na Rússia, existiram duas comunidades judaicas que se sedimentaram uma sobre a outra, no curso dos séculos: a primeira, formada por judeus provenientes da costa do mar Negro e da Ásia através do Cáucaso;  a segunda, proveniente da Germânia, em sucessivas ondas migratórias. A questão cazar continuou a alimentar dúvidas e muitos autores se mostraram favoráveis à hipótese do reino dos cazares na origem da diáspora dos judeus na Rússia, na Lituânia e na Polônia. Os estudiosos citados por Sand são Avraham Harkavy, Simon Dubnow, Yitzchaq Schipper, Salo Baron e Ben Zion Dinur.
Por outro lado, a historiografia tradicional sempre sustentou que os judeus da Europa oriental eram provenientes da Terra de Israel e vieram da Germânia, passando por Roma. Não obstante, sequer há consenso acadêmico quanto a conversão dos cazares ao judaísmo. O uso da língua iídiche na Polônia, Lituânia e Rússia tem sido usado como uma forte evidência para desbancar as teorias revisionistas, já que o iídiche se constitui como uma mistura de hebraico, aramaico e línguas europeias, sem qualquer ligação com a língua falada pelos povos cazares. Entre os séculos XIX e XX, outras hipóteses emergiram para justificar a difusão do iídiche.[carece de fontes?]
A teoria cazar é bastante usada por teóricos da conspiração de viés antissionista para desassociar o povo judeu com um povo nativo da terra de Israel (ignorando toda a história dos judeus sefarditas e mizrahim, que somam são uma população muito mais numerosa do que os ashkenazim em Israel), e por algumas vezes é usada para sustentar teses antissemitas que rejeitam a autenticidade do povo judeu.
Nenhum estudo genético encontrou evidências de uma possível origem cázara dentre os judeus asquenazes, mas sim de origens advindas do Oriente Próximo/Mediterrâneo e Sudeste Europeu.